# Idaea usumona
Idaea usumona là một loài bướm đêm trong họ Geometridae.